# 張景淳
張景淳（英語：Stanley Cheung King Shun；1981年1月23日—），香港男演員及主持，自幼移民加拿大溫哥華，曾為2003年以組合Cheers成員，2007年獲無綫電視挑選成為TVbeople成員之一，同年加入第22期無綫電視藝員訓練班，隨後簽約為經理人合約藝員，2008至2009年曾擔任《東張西望》外景主持。另外，張於2013年與陳華鑫擔任香港動漫電玩節及「J2動漫‧熱」的代言人。

## 簡歷
張景淳於玫瑰崗學校（中學部）完成中一課程後，便隨家人移居加拿大溫哥華生活。2002年參加由新時代電視舉辦的《新秀歌唱大賽溫哥華選拔賽》，2003年參加無線電視舉辦的《當紅新星升級SHOW》比賽，同年以組合《Cheers》成員出道，後因公司營運問題導致組合解散。他於2007年參加無綫電視TVbeople活動選拔，並成功獲選，且加入2007年無綫電視藝員訓練班。

### 入行早期（2007年至2016年）
張景淳於2007年加入無綫電視，2011年憑劇集《天與地》「許家明」一角開始令觀眾認識。之後，張景淳一直演出不同的劇集，包括《心路GPS》、《無雙譜》、《刀下留人》等，當中在《使徒行者2》的演出受到注目。

### 參演《愛回家之開心速遞》（2017年至今）
張景淳於2017年起參演無綫處境劇《愛·回家之開心速遞》，飾演「龔燁」一角，與「熊若水」（呂慧儀飾）的「龔水戀」備受觀眾歡迎。他憑此角獲得《觀眾在民間電視大獎2018》「民選最佳男配角」、「民選飛躍進步男藝員」及「民選最佳戲劇拍檔」（與呂慧儀一同獲獎），以及《香港電視大獎2018》「男配角獎（劇集）」。此外，《觀眾在民間電視大獎2018》和《觀眾在民間電視大獎2019》連續兩年的「民選最佳劇集橋段」均由「龔水」戲劇橋段奪得。他亦憑「龔燁」一角在《萬千星輝頒獎典禮2019》入圍「最佳男配角」最後五強，同時與呂慧儀一同入圍「最受歡迎電視拍檔」最後五強。2020年，二人在香港01舉辦的《01娛樂民選大獎》獲得「民選最佳劇集CP」。
2021年5月29日，一眾「龔水黨」於龔水訂婚一週年豪花六十萬在多個鬧市買下燈箱廣告應援。同年12月9日，為了祝賀12月27日龔水大婚，「龔水黨」特別豪擲六位數字金額為「龔水」展開一系列的應援計劃，包括在巴士線98C設全車車身廣告，亦在20個巴士站、旺角電腦中心、長沙灣廣場和旺角英皇投資中心設置廣告。張景淳及呂慧儀分別接受《晴報》電話訪問，對於粉絲支持感到驚喜，亦相當感謝。及後二人一同在巴士「龔水號」及旺角電腦中心前打卡。
在《觀眾在民間電視大獎2021》，張景淳憑「龔燁」一角在「民選最佳男配角」得票排名第四名（2,704 票，4.66%），與呂慧儀在「民選最佳戲劇拍檔」得票排名第三名（2,440票，4.04%），為「民選男配角」及「民選最佳戲劇拍檔」界別內排名最高的TVB藝人。

### 個人生活
張景淳經常在Instagram直播，與粉絲分享個人生活、工作日常等。
熱愛動物的張景淳亦曾親身到「沙 律貓狗之家MCCC」做義工，親力親為除草及清潔狗舍。
2022年11月，張景淳捐出三幅個人畫作《Phoenix》，《Green Canyon》及《It is what you see it is》作慈善拍賣。
2022年1月20日，一班粉絲為張景淳發起生日應援，於尖東希爾頓大廈、屯門青山灣花園、尖沙咀柏麗大道買下燈箱及外牆廣告，並捐贈物資予元朗「沙 律貓狗之家MCCC」為流浪貓狗添溫暖。
2023年1月23日，一班粉絲再次為張景淳發起生日應援，在巴士車身、全港20多個地點的巴士站及尖沙咀加拿芬道戶外3層LED大屏幕投下生日應援廣告，應援金額高達22萬元，更舉行一系列慈善義工活動。
2023年5月，張景淳與李興華和羅天宇成為生意合夥人，一起發展「OH LIKe 噢萊客」品牌，於深圳售賣港式地道小食包括雞蛋仔、魚蛋、碗仔翅等。2023年12月16日，受邀在《歡樂滿東華2023》擺檔作慈善籌款。2024年2月18日，受邀在《TVB賽馬日2024》擺檔為「無綫電視暨職藝員愛心基金」籌募善款。2024年8月，首次推出月餅禮盒。2024年11月，受邀在《TVB同行創新節目巡禮2025》擺檔。 
2023年9月，張景淳入股4S Fitness健身室，現時4S Fitness於多區開設分店。
2023年12月17日，張景淳入行20年來，第一次舉行粉絲聚會。
2025年1月18日，張景淳舉行入行以來首個生日會。

### 主演電影《反飆車行動》（2021年）
2021年6月20日，由謝天華、張景淳 (飾演 蔣小海) 主演的電影《反飆車行動》在愛奇藝獨家上線。該電影在愛奇藝上線24小時分賬票房便突破127萬，成績亮眼。

## 感情生活
張景淳曾與國語配音員宋雙佳交往。
2017年起，與呂慧儀一起拍攝處境劇《愛·回家之開心速遞》組成「龔水CP」，因此成為好拍檔，張景淳視對方為好戰友。

## 演出作品

### 電視劇
| 首播       | 劇名               | 角色             |
| 無綫電視   |                    |                  |
| 2008年     | 師奶股神           | Wilson           |
| 2009年     | 學警狙擊           | 青年             |
| 2010年     | 老公萬歲           | 日本高中生       |
| 2010年     | 女王辦公室         | 食客             |
| 2010年     | 秋香怒點唐伯虎     | 文人             |
| 2010年     | 掌上明珠           | 法庭書記         |
| 2010年     | 公主嫁到           | 韓公公           |
| 2010年     | 巾帼梟雄之義海豪情 | 劉醒手下         |
| 2010年     | 居家兵團           | 離職者           |
| 2011年     | 女拳               | 職員             |
| 2011年     | 點解阿Sir係阿Sir   | 畢裘仁學生       |
| 2011年     | 真相               | 佳仔             |
| 2011年     | 潛行狙擊           | 古惑仔           |
| 2011年     | 法證先鋒III        | 劉文傑           |
| 2011年     | 天與地             | 許家明           |
| 2011年     | 我的如意狼君       | 青年途人         |
| 2012年     | 4 In Love          | Hugo             |
| 2012年     | 當旺爸爸           | 黃偉良           |
| 2012年     | 心戰               | 李楚文（Man）    |
| 2012年     | 護花危情           | 黎樹風（青年）   |
| 2012年     | 回到三國           | 鴿舍郎           |
| 2012年     | 造王者             | 朝廷大臣         |
| 2012年     | 大太監             | 康有為           |
| 2013年     | 心路GPS            | 王偉康（康仔）   |
| 2013年     | 金枝慾孽貳         | 薛東盛（薛公公） |
| 2013年     | 愛·回家            | 大X              |
| 2014年     | 叛逃               | 波友、Ringo      |
| 2014年     | 愛我請留言         | Band友           |
| 2014年     | 載得有情人         | 饒毅信           |
| 2014年     | 我們的天空         | 鄺志雄           |
| 2015年     | 師奶MADAM          | 麥家倫           |
| 2015年     | 華麗轉身           | Diamond          |
| 2015年     | 潮拜武當           | 張家川           |
| 2015年     | 無雙譜             | 趙承志           |
| 2015年     | 刀下留人           | 朱見深（明憲宗） |
| 2016年     | 末代御醫           | 任錫庚           |
| 2016年     | 純熟意外           | 翁世文           |
| 2017年     | 與諜同謀           | 錢德勤           |
| 2017年     | 賭城群英會         | 莊坦承（青年）   |
| 2017年     | 使徒行者2          | 飛機哥           |
| 2017年至今 | 愛·回家之開心速遞  | 龔燁             |
| 邵氏兄弟   |                    |                  |
| 2018年     | 飛虎之潛行極戰     | 余卓耀（可樂）   |

### 微電影
| 首播     | 劇名         | 角色 |
| 無綫電視 |              |      |
| 2018年   | 聖誕極光傳說 | Owen |

### 電影
| 首映   | 戲名       | 角色      | 備註                                   |
| 2010年 | 抱抱俏佳人 | Louis朋友 | SMS組合客串人聲合唱（約於0:00:30出現） |
| 2010年 | 72家租客   | 顧客鄰居  |                                        |
| 2021年 | 反飆車行動 | 蔣小海    |                                        |

### 節目主持
| 年份         | 頻道                           | 節目                       |
| 2008至2009年 | 翡翠台                         | 東張西望                   |
| 2009至2018年 | 翡翠台                         | 文化新領域                 |
| 2009年       | 翡翠台                         | 都市閒情（潮流「景」點）   |
| 2009年       | 無綫兒童台                     | TVbuddy 好朋友設計頒獎典禮 |
| 2009年       | 無綫兒童台                     | TVbuddy 同學會大招募       |
| 2009年       | 無綫生活台                     | 潮女郎                     |
| 2011年       | 無綫娛樂新聞台                 | 娛樂新聞報道               |
| 2011年       | 翡翠台                         | 娛樂頭條                   |
| 2011年至今   | TVB8                           | 娛樂最前綫                 |
| 2012年       | TVB8                           | TVB全球華人新秀歌唱大賽    |
| 2015年       | 翡翠台                         | 活得健康嗎？               |
| 2017至2018年 | 翡翠台                         | 都市閒情                   |
| 2021年至今   | 高燒Gofever - 香港醫療健康平台 | 高燒Gofever                |

### 節目嘉賓
| 年份   | 頻道           | 節目                       |
| 2007年 | 翡翠台         | DaDaDeDe精靈樂園           |
| 2011年 | 翡翠台         | 歡樂滿東華                 |
| 2011年 | 香港電台第二台 | 守下留情（電台節目）       |
| 2011年 | 翡翠台         | 今日VIP                    |
| 2012年 | J2台           | 安樂蝸                     |
| 2012年 | 翡翠台         | 金龍吐豔迎新歲             |
| 2012年 | 翡翠台         | 新春花車巡遊               |
| 2012年 | 翡翠台         | 都市閒情龍騰迎初一         |
| 2012年 | J2台           | 巨聲工房                   |
| 2012年 | 翡翠台         | 科學有「園」機             |
| 2012年 | 翡翠台         | 十大中文金曲頒獎典禮       |
| 2012年 | 無綫娛樂新聞台 | 粉絲會                     |
| 2012年 | 翡翠台         | 激優一族                   |
| 2012年 | 無綫為食台     | 甜心先生（第83集)          |
| 2012年 | 翡翠台         | 千奇百趣高B班（第2集）     |
| 2012年 | 翡翠台         | 世界衝擊影象社（第2、5集） |
| 2013年 | J2台           | 安樂蝸（第146集）          |
| 2013年 | 翡翠台         | 星夢傳奇                   |
| 2015年 | 翡翠台         | Think Big 天地             |
| 2016年 | J2台           | 安樂蝸（第284集）          |
| 2016年 | 翡翠台         | 夜宵磨 第三輯 (第30集)     |
| 2018年 | 翡翠台         | TVB 50+1再出發節目巡禮2019 |
| 2018年 | J2台           | 安樂蝸（第413集）          |
| 2019年 | 翡翠台         | 富貴金豬賀肥年             |
| 2019年 | 翡翠台         | 深夜美食團（第33集）       |
| 2020年 | 翡翠台         | 你估我唔到（第1集）        |
| 2020年 | 翡翠台         | 娛樂大家十點半 (第9集)     |
| 2020年 | 新時代電視     | 螢幕八爪娛                 |
| 2020年 | 新時代電視     | 魅力凝聚新時代             |
| 2023年 | 翡翠台         | 2023 TVB年中節目巡禮       |
| 2023年 | 翡翠台         | TVB繼續創新節目巡禮2024    |
| 2023年 | 翡翠台         | 歡樂滿東華2023             |
| 2024年 | 翡翠台         | TVB同行創新節目巡禮2025    |

### 電視廣告
| 年份   | 機構         | 廣告                                                         |
| 2003年 | Neway        | Neway至稱心服務大獎                                          |
| 2003年 | Baleno       | Baleno                                                       |
| 2007年 | TVB          | Mascot - TVbuddy Theme Song                                  |
| 2007年 | TVB          | TVbeople Promotional Ad 張景淳 X 沈震軒                      |
| 2007年 | TVB          | 一擲千金 Promo TVbeople                                      |
| 2012年 | 康業信貸快遞 | 樓按周轉guide                                                |
| 2017年 | Panasonic    | Panasonic 洗頭寶 電視廣告                                    |
| 2018年 | 安聯投資     | 安聯投資                                                     |
| 2019年 | 施巴         | 施巴 香體噴霧 代言人                                         |
| 2019年 | TVB          | myTV SUPER myTV Gold 中秋節廣告 張景淳 X 呂慧儀              |
| 2023年 | 港鐵         | 【歡樂速遞．愛連繫】之說謊的女人(高鐵篇) 張景淳 × 呂慧儀     |
| 2023年 | 港鐵         | 【歡樂速遞．愛連繫】之無懼世事變改 (靈活行篇)張景淳 × 呂慧儀 |

### 平面媒體廣告及Instagram廣告
| 年份   | 機構                       | 廣告                                                                               |
| 2019年 | John Varvatos              | John Varvatos 男性淡香水 IG廣告                                                    |
| 2019年 | 施巴                       | 施巴 香體噴霧                                                                      |
| 2019年 | 白蘭氏                     | 白蘭氏®InnerShine®益生菌＋益生素 IG廣告                                            |
| 2022年 | 雙飛人藥水                 | 法國雙飛人藥水 IG廣告                                                              |
| 2023年 | 港鐵 高鐵系列廣告          | 12306手機APP                                                                       |
| 2023年 | 港鐵 高鐵系列廣告          | 高鐵福田「靈活行」                                                                 |
| 2023年 | 港鐵 高鐵系列廣告          | 高速鐵路連繫兩地 互聯互通5周年                                                     |
| 2023年 | 港鐵 高鐵系列廣告          | 高鐵5周年超值遊                                                                    |
| 2023年 | H&B LAB                    | POKORI BURN 燃脂解醣油麴菌 IG廣告                                                  |
| 2023年 | 鬼武三國                   | 異時空三國卡牌手遊《鬼武三國》                                                     |
| 2023年 | 美嘉大健康集團             | Ensonkan 安迅康 NMN12000+PQQ IG廣告                                                |
| 2023年 | AG 極致奢養系列 by Cocochi | AG 極致奢養面膜全系列 × 抗糖修復眼膜組 IG廣告                                      |
| 2023年 | 美嘉大健康集團             | 加拿大Prairie Naturals 護髮孖寶 Hair Force髮勁配方 x Ultra Silica馬尾草精華 IG廣告 |
| 2024年 | 華人藥業                   | 樂道益胃丹 IG廣告                                                                  |
| 2024年 | New Beauty                 | 皇牌S6溶脂療程 IG廣告                                                              |
| 2025年 | Onaka.hk                   | 日本OnakaBLOCK閘脂防彈丸 IG廣告                                                    |
| 2025年 | PerfectMen                 | S6男士溶脂修形及N8去鼻鼾療程 IG廣告                                                |

### 大型商演及活動嘉賓
| 年份                | 商演活動嘉賓                                                   |
| 2002年              | 新秀歌唱大賽溫哥華選拔賽                                       |
| 2002年              | 溫哥華「台灣環球」星秀歌唱大賽                                 |
| 2003年              | 加際 x TVB 新彗星光芒四射畢業Show                              |
| 2003年              | 加際 x TVB 當紅新星升級Show                                    |
| 2012年              | 香港新春花車巡遊開幕禮                                         |
| 2018年12月31日      | 「V City 除夕倒數派對」表演                                    |
| 2019年2月           | 天一商城「天一金豬獻瑞」表演                                   |
| 2019年4月           | 「維特健靈會員聚會2019」表演                                   |
| 2019年4月           | TVB Weekly《活力家Fun健康 ‧ 生活博覽》                         |
| 2019年6月           | 「千色Citistore 29週年晚宴」表演                               |
| 2019年12月31日      | 海上雲頂 ‧ 同一「聲」空下張景淳音樂會                          |
| 2021年6月19日       | 「胡楓約你開心派對2021」表演                                   |
| 2021年12月12日      | 香港婦聯《挑戰健力士世界紀錄™榮譽 最多人做高抬腿訓練》活動嘉賓 |
| 2021年12月18日      | 第55屆工展會 安記海味快閃店長                                  |
| 2022年8月26日       | Recruit 30周年非凡僱主大獎頒獎典禮 大會司儀                    |
| 2023年1月14日       | 「《樂活在西貢》將軍澳草地音樂會」表演                         |
| 2023年7月27日       | 香港房屋協會《情繫萬家分享會》星級嘉賓                         |
| 2023年12月17日      | 《張景淳FANMEET 2023》                                         |
| 2023年12月21日      | 《護協46周年會慶暨會員聖誕聯歡聚餐》表演                       |
| 2023年12月23日      | 《香港冬季購物節/冬季美食節》活動嘉賓×呂慧儀                   |
| 2024年2月18日       | 《TVB賽馬日2024》「雞蛋仔 Corner」×李興華×羅天宇               |
| 2024年5月11日       | 深圳《港澳優質品牌展會》開幕嘉賓×李興華×羅天宇                 |
| 2024年8月3日        | 民坊×TVB《全「民」齊撐港隊嘉年華》活動嘉賓                     |
| 2024年9月17日及18日 | GP51《寵集西九印明月》「OH LIKe 噢萊客」美食攤位×李興華×羅天宇 |
| 2024年10月20日      | 《金曲樂韻匯觀塘》表演                                         |
| 2024年12月6日       | 《仁濟慈善盆菜宴》表演                                         |
| 2024年12月14日      | 《無綫電視暨職藝員愛心基金-冬至送暖2024》慈善探訪              |
| 2025年1月18日       | 《張景淳生日會》                                               |
| 2025年7月12日及13日 | 《港明荔量》活動「OH LIKe 噢萊客」美食攤位                     |
| 2025年8月16日       | 亞太專科醫療中心「生蛇講座」活動嘉賓                           |

### 音樂錄像
| 年份   | 歌手   | 歌曲     |
| 2012年 | 洪卓立 | 想一個人 |

### 舞台劇
| 首演       | 劇名     | 角色 | 場地               |
| 2014年12月 | 靜夜飛翔 | 阿飛 | 九龍灣國際展貿中心 |

## 音樂作品

### 演唱歌曲
| 年份   | 歌手               | 備註 |
| 2003年 | 十年約會           | Cheers組合合唱                                                                                               |
| 2003年 | 十年約會（國語版） | Cheers組合合唱                                                                                               |
| 2003年 | 其實、從未、明白   | Cheers組合合唱                                                                                               |
| 2003年 | 想著你睡不著       | Cheers組合合唱                                                                                               |
| 2003年 | 遊戲反攻略         | Cheers組合合唱                                                                                               |
| 2007年 | 斷線               | TVbeople廣告歌                                                                                               |
| 2007年 | TVB Mascot         | TVbeople主題曲                                                                                               |
| 2010年 | 獸拳戰隊           | 特攝《獸拳戰隊》主題曲，與羅鈞滿、李豪及沈震軒合唱                                                           |
| 2013年 | Dream Chaser       | 《J2動漫‧熱》主題曲，與陳華鑫合唱                                                                            |
| 2019年 | 開心速遞           | 劇集《愛回家之開心速遞》主題曲，與周嘉洛、吳偉豪、滕麗名、湯盈盈、林淑敏、鄭世豪、呂慧儀、蘇韻姿及單立文合唱 |

## 獎項及提名
| 年份   | 獎項                                                | 角色                              | 結果             |
| ------ | --------------------------------------------------- | --------------------------------- | ---------------- |
| 2003年 | 上海亞洲音樂節優秀新人獎 （Cheers組合代表香港）     | 不適用                            | 獲獎             |
| 2012年 | 壹電視大獎 最有前途男藝人                           | 《天與地》許家明                  | 獲獎             |
| 2018年 | 觀眾在民間電視大奬2018 民選最佳男配角               | 《愛·回家之開心速遞》龔燁         | 獲獎             |
| 2018年 | 觀眾在民間電視大奬2018 民選飛躍進步男藝員           | 《愛·回家之開心速遞》龔燁         | 獲獎             |
| 2018年 | 香港電視大獎 最佳男配角                             | 《愛·回家之開心速遞》龔燁         | 獲獎             |
| 2018年 | 觀眾在民間電視大奬2018 民選最佳戲劇拍檔（與呂慧儀） | 《愛·回家之開心速遞》龔燁、熊若水 | 獲獎             |
| 2019年 | 萬千星輝頒奬典禮2019 最佳男配角                     | 《愛·回家之開心速遞》龔燁         | 提名（最後五強） |
| 2019年 | 萬千星輝頒奬典禮2019 最受歡迎電視拍檔               | 《愛·回家之開心速遞》龔燁、熊若水 | 提名（最後五強） |
| 2020年 | 01娛樂民選大獎 民選最佳劇集CP（與呂慧儀）           | 《愛·回家之開心速遞》龔燁、熊若水 | 獲獎             |
| 2021年 | 觀眾在民間電視大奬2021 民選最佳男配角               | 《愛·回家之開心速遞》龔燁         | 得票第四名       |
| 2021年 | 觀眾在民間電視大奬2021 民選最佳戲劇拍檔（與呂慧儀） | 《愛·回家之開心速遞》龔燁、熊若水 | 得票第三名       |

## 外部連結
- 張景淳的Instagram帳戶
- 張景淳的Facebook專頁
- 張景淳的新浪微博
- .   [2009-08-13]. （原始内容存档于2010-05-13）.
- 張景淳在香港影庫上的簡介
- 張景淳在豆瓣上的资料（简体中文）